# لوتار باير
لوتار باير (بالألمانية: Lothar Baier)‏ هو ناقد أدبي ومترجم وكاتب ألماني، ولد في 16 مايو 1942 في كارلسروه في ألمانيا، وتوفي في 11 يوليو 2004 في مونتريال في كندا.

## وصلات خارجية
- لوتار باير على موقع مونزينجر (الألمانية)